# Evan Engram
Evan Michael Engram (* 2. September 1994 in Powder Springs, Georgia) ist ein US-amerikanischer American-Football-Spieler in der National Football League (NFL), der bei den Denver Broncos unter Vertrag steht. Er spielte zuletzt für die Jacksonville Jaguars auf der Position des Tight Ends. Von 2017 bis 2021 spielte Engram für die  New York Giants.

## College
Engram spielte vier Jahre an der University of Mississippi für die Ole Miss Rebels. In dieser Zeit absolvierte er 45 Spiele, in denen ihm 2.320 Yards und 15 Touchdowns gelangen. Alleine in seinem letzten Jahr 2016 fing er Bälle für 926 Yards und 8 Touchdowns und wurde am Ende der Saison ins All-American-Team der NCAA gewählt.

## NFL
Im NFL Draft 2017 wurde Engram in der ersten Runde an 23. Stelle von den New York Giants gedraftet. Er unterschrieb einen Vierjahresvertrag über voll garantierte 10,71 Millionen US-Dollar inkl. Signing Bonus von 5,93 Millionen US-Dollar.
Er absolvierte sein erstes NFL-Spiel bei New Yorks Season Opener gegen die Dallas Cowboys. Engram lief 44 Yards bei vier Passfängen. Seinen ersten Touchdown fing Engram am 18. September 2017 gegen die Detroit Lions. Zum Ende der Saison kam Engram in 15 Einsätzen für die Giants auf 722 Yards und sechs Touchdowns und wurde in das All Rookie Team der NFL gewählt.
Im März 2022 unterschrieb Engram einen Einjahresvertrag im Wert von neun Millionen US-Dollar bei den Jacksonville Jaguars. Am 16. Juli 2023 unterzeichneten die Jaguars mit Engram einen Dreijahresvertrag über 41,25 Millionen Dollar. Nach der Saison 2024 wurde er am 7. März 2025 von den Jaguars entlassen.
Am 13. März 2025 unterschrieb Engram einen Zweijahresvertrag bei den Denver Broncos.

## Persönliches
Engrams Schwester MacKenzie Engram spielte Basketball an der University of Georgia.